# Речи Сигрдривы
«Речи Сигрдривы» (исл. Sigrdrífumál) — одна из поэм древнескандинавского «Королевского кодекса» (XIII век), входящая в состав «Старшей Эдды». Её причисляют к «песням о героях».
В манускрипте «Речи Регина» представляют собой единое целое с «Речами Фафнира» и «Речами Регина», и разделение на три поэмы довольно искусственно. Этот памятник в целом рассказывает о молодости героя Сигурда, а в «Речах Сигрдривы» речь идёт о встрече героя с валькирией Сигрдривой. Сигурд проходит сквозь стену пламени, находит валькирию спящей и освобождает от чар, наложенных Одином. Та в благодарность рассказывает ему о магических рунах и даёт ряд советов (по-видимому, считалось, что её душа во время сна могла летать отдельно от тела и получать сакральные знания).
Учёные полагают, что все три песни о Сигурде в составе «Старшей Эдды» имеют очень древнее происхождение и связаны с Южной Германией; из этого региона тексты попали в Скандинавию, где подверглись переработке (возможно, были архаизированы). В отличие от большинства поэм «Старшей Эдды», эпические строфы (восьмистрочные) чередуются здесь с гномическими (шестистрочными), причём гномическими написаны только поучения.
В «Речах Сигрдривы» заметны сюжетные элементы «богатырской сказки». В частности, это мотив «спящей красавицы», получивший развитие в последующей литературной традиции о Сигурде. Начиная по крайней мере с «Саги о Вёльсунгах», Сигрдриву отождествляют с Брюнхильд/Брунгильдой — девой-воительницей, которая предназначена для героя, но которую он завоёвывает для другого. Это становится причиной гибели Сигурда.